# Flash (strip)
Flash je superjunak koji se pojavljuje u stripovima koje objavljuje DC Comics. Lik se prvi put pojavio u Showcase # 4 (listopad 1956), koji su stvorili pisac Robert Kanigher i umijetnik Carmine Infantino. Flash nosi različitu crvenu i zlatnu odjeću koja mu pruža otpornost na trenje i vjetar.
Klasične priče Barryja Allena uveli su pojam Multiversea u DC Comics, a taj koncept odigrao je velik dio u raznim rebootima kontinuiteta u DC tijekom godina. Flash je tradicionalno uvijek imao značajnu ulogu u glavnim DC-ovim glavnim pričama o ponovnom pokretanju tvrtke, a križanju na beskonačnim zemljama # 8 (studeni 1985.), Barry Allen je umro spas Multiverse, uklanjajući lik iz redovite linije DC 23 godina. Njegov povratak redovitim stripovima predočen je tijekom pripovijesti (i jedne slike zamućenja) u crossover priči Grant Morrisona Finalne krize: Rogues 'Revenge # 3 (studeni 2008.), potpuno aktualiziran u Geoff Johnsovoj prateći The Flash: Rebirth # 1 (lipanj 2009.), pokrećući šest serijskih brojeva ograničenih. Od tada je odigrao ključnu ulogu u crossover pričama Blackest Night (2009), Flashpoint (2011), Convergence (2015) i DC Rebirth (2016).
Lik se pojavio u raznim adaptacijama na drugim medijima. John Wesley Shipp igrao je Barry Allen u televizijskoj seriji 1990 CBS i Grant Gustin ga trenutno igra u televizijskoj seriji "The CW" iz 2014. godine. Alan Tudyk, George Eads, James Arnold Taylor, Taliesin Jaffe, Dwight Schultz, Michael Rosenbaum, Neil Patrick Harris, Justin Chambers, Christopher Gorham, Josh Keaton, Adam DeVine i drugi pružili su glas karaktera u prilagodbama animacije. U igranim filmovima svira Ezra Miller u DC proširenom svemiru, počevši od 2016. godine u filmu Batman v Superman: Zora pravednika i u Liga Pravde.